# Рівнинні дощові ліси Північного В'єтнаму
Рівнинні дощові ліси Північного В'єтнаму (ідентифікатор WWF: IM0141) — індомалайський екорегіон тропічних та субтропічних вологих широколистяних лісів, розташований на півночі Центрального В'єтнаму.

## Географія
Екорегіон рівнинних дощових лісів Північного В'єтнаму охоплює вузьку смугу, що простягається від узбережжя Південнокитайського моря на сході до Аннамських гір на заході та від дельти річки Хонгха на півночі до міста Дананг на півдні. Протяжність регіону з півночі на південь становить близько 500 км, а ширина в середньому становить близько 50 км. З геологічної точки зору основу регіону складають вапняки. Серед вапнякових скель зустрічаються численні карстові форми рельєфу. Висота регіону коливається від 0 до 1000 м над рівнем моря, а середня висота регіону становить 88 м над рівнем моря.
На півночі екорегіон переходить у субтропічні ліси Північного Індокитаю та у прісноводні заболочені ліси дельти Червоної річки, на заході — у дощові ліси півночі Аннамських гір, а на півдні — у рівнинні сухі ліси Південного В'єтнаму та у дощові ліси півдня Аннамських гір.

## Клімат
На більшій частині екорегіону переважає мусонний клімат (Am за класифікацією кліматів Кеппена), а у деяких районах — екваторіальний клімат (Af за класифікацією Кеппена). Клімат регіону характеризується високими температурами та рясними опадами, пік яких припадає на вересень-жовтень, що, як правило, пізніше, ніж в інших регіонах Південно-Східної Азії. Сухий сезон менш екстримальний, ніж в інших регіонах Індокитаю. Щомісяця в регіоні випадає 50-60 мм опадів. Середньорічна кількість опадів у Віні становить приблизно 1800 мм, але південніше, у Хюе, вона в середньому становить близько 3000 мм. В Південному В'єтнамі середньорічна кількість опадів різко зменшується, а їх розподіл стає більш сезонним.

## Флора
Рясні опади та короткий сухий сезон, характерні для прибережних низовин Північного В'єтнаму, створюють ідеальні умови для вологих вічнозелених лісів. Більшість лісів регіону знищені, а їхні залишки збереглися переважно в заповідниках. Найкращі збережені ділянки лісів регіону розташовані у Національних парках Кукфионг та Національний парк Пумат; у першому з них на відносно невеликій ділянці площею близько 200 км² росте понад 1800 видів судинних рослин.
Загалом флора екорегіону демонструє спорідненість з субтропічною флорою Південного Китаю, хоча дерева з родини діптерокарпових (Dipterocarpaceae), зокрема різні види хопей (Hopea spp.) та парашорей (Parashorea spp.), характерні для вологих тропічних лісів Південно-Східної Азії, також є важливим екологічним компонентом цих лісів. Дощові ліси екорегіону складаються з трьох ярусів, їх густий лісовий намет розташований на висоті 25-35 м над землею, а деякі емерджентні дерева підіймаються на висоту 45 м над землею.
У верхньому ярусі лісу домінують щетинясті кастанопсіси (Castanopsis hystrix), мадуки Паск'є (Madhuca pasquieri) та різні види хопей (Hopea spp.). У середньому ярусі лісу поширені пальми тарав (Livistona saribus), листя яких традиційно використовується як покрівельний матеріал для хатин. У порушених вирубкою вічнозелених лісах часто зустрічаються берегові кнеми (Knema erratica) та інші швидкозростаючі дерева, а пальми тарав (Livistona saribus) утворюють лісовий намет.

## Фауна
Більшість великих тварин вимерли в регіоні внаслідок значної втрати природного рослинного покриву. Тим не менш, тут продовжують зустрічатися деякі рідкісні види ссавців, зокрема аннамські пальмові цивети (Chrotogale owstoni), сірі індокитайські лангури (Trachypithecus crepusculus), червононогі дуки (Pygathrix nemaeus), а також майже ендемічні південні білощокі гібони (Nomascus siki) і хатінські лангури (Trachypithecus hatinhensis). Ендеміками екорегіону є рідкісні лангури Делакруа (Trachypithecus delacouri).
В межах екорегіону зустрічається понад 300 видів птахів. Серед поширених в екорегіоні птахів слід відзначити зеленоногу куріпку (Tropicoperdix chloropus), індокитайського вінаго (Treron curvirostra), дворогого гомрая (Buceros bicornis), смугастодзьобого калао (Rhyticeros undulatus), рожевоволого папугу (Psittacula alexandri), червону сіпараю (Aethopyga siparaja), світлооку синчівку (Mixornis kelleyi) та майже ендемічного індокитайського баблера (Napothera danjoui). Ендеміками екорегіону є анамські лофури (Lophura edwardsi).

## Збереження
Оцінка 2017 року показала, що 1492 км², або 7 % екорегіону, є заповідними територіями. Природоохоронні території включають: Національний парк Кукфионг, Національний парк Пумат, Національний парк Бенен та Національний парк Батьма.